# Colville Lake (sjö)
Colville Lake är en sjö i Kanada.   Den ligger i territoriet Northwest Territories, i den centrala delen av landet, 3 800 km nordväst om huvudstaden Ottawa. Colville Lake ligger 244 meter över havet. Arean är 439 kvadratkilometer. Den sträcker sig 36,1 kilometer i nord-sydlig riktning, och 27,5 kilometer i öst-västlig riktning.
Följande samhällen ligger vid Colville Lake:
- Colville Lake (149 invånare)

Trakten runt Colville Lake är nära nog obefolkad, med mindre än två invånare per kvadratkilometer.